# Luigi Gainotti
Luigi Gainotti (Parma, 29 ottobre 1859 – Genova, 4 giugno 1940) è stato un pittore italiano, attivo soprattutto in Liguria.

## Biografia
Figlio del pittore Ireneo Gainotti, ancora bambino si trasferì con la famiglia da Parma a Sampierdarena, sobborgo industriale di Genova; a Genova frequentò lo studio di Nicolò Barabino, seguendo anche i corsi di pittura tenuti dal maestro sampierdarenese presso l'Accademia Ligustica di Belle Arti.
In breve si impose come uno dei migliori allievi dell'Accademia e nel 1878, a soli 19 anni, realizzò un grande affresco raffigurante l'Adorazione dei Magi nella prima chiesa di Nostra Signora delle Grazie, a Sampierdarena, ispirandosi ad un'opera dello stesso soggetto dipinta alcuni anni prima dal Barabino per la parrocchiale di Camogli. Nel 1893 divenne egli stesso accademico della Ligustica e in seguito anche titolare della scuola di disegno. Collaborò con lo stesso Barabino e condivise uno studio con Francesco Semino (1832-1883), con il quale collaborò in alcune occasioni.
Durante la sua lunga carriera produsse moltissime opere, tra dipinti e affreschi; i suoi soggetti spaziavano dai ritratti, per i quali fu molto apprezzato, ai paesaggi, e proprio in questi ultimi, libero dai vincoli imposti dai committenti, seppe esprimersi con maggiore spontaneità. La sua produzione più vasta è comunque quella degli affreschi a soggetto religioso, per i quali venne definito "il pittore delle cento chiese". Nel 1892 realizzò un grande affresco nella volta del teatro Carlo Felice di Genova, andato distrutto a causa dei bombardamenti della seconda guerra mondiale; del dipinto, che raffigurava una ghirlanda di putti con i simboli della musica, sono conservati due bozzetti, a tempera su carta, presso la Galleria d'arte moderna di Nervi.
La figlia Ada (1896-1969) seguì le orme del padre, dipingendo soprattutto vedute marine e montane e ritratti.

## Opere
Molte sono le opere pubbliche e religiose di Luigi Gainotti, la maggior parte affreschi in chiese e palazzi, mentre ritratti e dipinti di piccole dimensioni con raffigurazioni di paesaggi sono generalmente conservati in collezioni private. Questo un elenco parziale della sua ricca produzione pubblica:
- Chiesa dei Santi Gervasio e Protasio a San Gervasio Bresciano: serie di medaglioni affrescati eseguiti nel 1897 in concomitanza con i lavori di ampliamento della chiesa. I dipinti, restaurati tra il 1939 e il 1940, sono compresi in una cornice arabescata realizzata dal pittore genovese Francesco De Lorenzi e raffigurano il santo Rosario, l'apparizione della croce all'imperatore Costantino, il martirio di Santa Barbara e il martirio dei santi Gervasio e Protasio; a questi vennero aggiunte successivamente quattro figure di profeti nei peducci della cupola.[8]
- Chiesa della Natività di Maria Vergine, a Campoligure: affreschi nella volta della navata.[9]
- Chiesa di San Bernardo (Campomorone), grande affresco all'interno della cupola, raffigurante il santo titolare.[5]
- Chiesa di San Dalmazio di Lavagnola a Savona: due medaglioni affrescati raffiguranti l' "Adorazione del Santissimo Sacramento" e la "Gloria degli Angeli"[10]
- Chiesa di San Gaetano, a Sampierdarena: affreschi con scene della battaglia di Lepanto e della battaglia di Vienna, scomparsi per la totale distruzione della chiesa in seguito ad eventi bellici[11]
- Chiesa di San Giovanni Battista a Sestri Ponente: affresco raffigurante la Madonna col Bambino, San Giovanni Battista, Sant'Agnese e altri santi.[12]
- Chiesa di San Martino a Manesseno, frazione di Sant'Olcese: affreschi sopra il coro e nel presbiterio.
- Chiesa di San Rocco a Parodi Ligure: affresco (1927) nella volta raffigurante un gruppo di cittadini reduci dalla prima crociata al seguito del marchese di Parodi che recano una reliquia della Croce.[13]
- Chiesa di Santa Maria della Cella, a Sampierdarena, affreschi nella volta della cappella dell'Olivo
- Chiesa di Santa Maria delle Grazie e San Gerolamo, nel quartiere genovese di Castelletto: quadro del Sacro Cuore[14]
- Chiesa di Sant'Andrea, a Isoverde, frazione di Campomorone, affreschi nella volta e nelle pareti laterali.[5]
- Collegiata dei Santi Martino e Stefano a Serravalle Scrivia: affreschi nella volta della navata centrale, realizzati nel 1911.[15]
- Collegiata di San Giovanni Battista a Oneglia, affresco raffigurante la visita di Maria a S. Elisabetta.[16][17]
- Oratorio dei Santi Pietro e Paolo, ornati e finte architetture affrescate, realizzate in collaborazione con il cognato Francesco De Lorenzi, realizzati nel 1898 ma andati perduti[18]
- Oratorio della SS. Trinità, a Carrosio: affresco (1910) sopra al portale, raffigurante la SS. Trinità.[19]
- Oratorio di Nostra Signora Assunta a Campoligure, affresco raffigurante l'Assunta.[20]
- Palazzo Francesco Maria Balbi Piovera, conosciuto come Palazzo Raggio (Via Balbi 6, Genova): affresco in una delle sale di rappresentanza raffigurante l'Allegoria della Liguria, volto ad esaltare l'attività mercantile degli imprenditori liguri.[21][22]
- Santuario di Gesù Nazareno, a Genova, salita superiore San Gerolamo: affreschi
- Santuario di Santa Caterina (Varazze) Sposalizio mistico di S. Caterina (1889). Nella stessa chiesa il Gainotti realizzò i putti che adornano la volta e gli archi delle finestre.[23]
- Basilica di San Biagio a Finalborgo, rifacimento (1911) degli affreschi nella volta e nella cupola eseguiti nel 1878 da Francesco Semino e Domenico Buscaglia.
- Basilica di Santa Maria delle Vigne, rifacimento decorazione della cupola (1920)[3][16]
- Cappella di Santa Maria Maddalena, a Campoligure, affresco (1886) raffigurante la Maddalena ai piedi di Cristo in casa del fariseo[24]